# Мария Прусская (1855—1888)
Мария Елизавета Луиза Фридерика Прусская (нем. Marie Elisabeth Louise Frederika von Preußen; 14 сентября 1855, Мраморный дворец в Потсдаме — 20 июня 1888, Дрезден) — принцесса из немецкой династии Гогенцоллернов. Внучатая племянница императора Вильгельма I.

## Биография

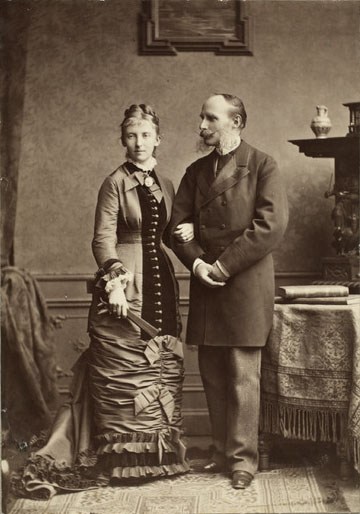
Принцесса Мария с первым мужем, 1878 год

Принцесса Мария была старшей дочерью прусского фельдмаршала принца Фридриха Карла Прусского (1828—1885) и его супруги принцессы Марии Анны Ангальт-Дессауской (1837—1906). Мать Марии была младшей дочерью герцога Леопольда IV Ангальтского и принцессы Фридерики Прусской.
16 февраля 1883 года Мария стала крёстной матерью своего племянника принца Артура Коннаутского, единственного сына её сестры Луизы Маргариты Прусской. Крещение прошло в частной часовне Виндзорского замка.
Принцесса умерла от последствий родильной лихорадки 20 июня 1888 года. Была похоронена в семейном склепе семьи Саксен-Альтенбург. Её второй муж в 1891 году женился на герцогине Елене Мекленбург-Стрелицкой (1857—1936).

## Браки и дети
23 августа 1878 года принцесса Мария вышла замуж за принца Генриха Оранско-Нассауского (1820—1879) в Новом дворце, Потсдам. Генри с 1850 года был губернатором Люксембурга. Сам принц был сыном Вильгельма II Нидерландского и великой княжны Анны Павловны. Брак должен был помочь спасти Оранскую династию от исчезновения, но смерть принца от кори в 1879 году этому помешала.
Через шесть лет, 6 мая 1885 года принцесса второй раз вышла замуж. Её избранником стал принц Альберт Саксен-Альтенбургский (1843—1902), сын принца Эдуарда и его второй жены Луизы Каролины. Церемония состоялась в Берлине. У супругов родилось двое детей:
- Ольга Елизавета (1886—1955), вышла замуж в 1913 году за Карла Фридриха фон Пюклер-Бургхауса (1886–1945), 2 дочери и сын.
- Мария (1888—1947), вышла замуж в 1911 году за Генриха XXXV, принца Ройсс-Кёстрицкого (1887–1936); развелись в 1921 г., дочь Мария Елена (1912-1933).

## Титулы и генеалогия

### Титулы
- 1855 — 1878: Принцесса Мария Прусская
- 1878 — 1885: Принцесса Мария Нидерландская
- 1885 — 1888: Принцесса Мария Саксен-Альтенбургская